# VEB Entwicklungsbau Pirna
Der VEB Entwicklungsbau Pirna war ab 1955 für die Entwicklung und Erprobung von Triebwerken und Gasturbinen innerhalb der DDR zuständig. Der Betrieb war bis zur Einstellung der Flugzeugentwicklung in der DDR im Sommer 1961 als Werk 802 dem VVB Flugzeugbau in Dresden zugeordnet. Danach wurde der Betrieb in den VEB Gasturbinen und Energiemaschinenentwicklung Pirna überführt, ab 1970 dann in den VEB Strömungsmaschinen. Nach der Wende ging die Strömungsmaschinen Pirna GmbH 1995 insolvent.

## Vorgeschichte
Am Ende des Zweiten Weltkrieges befanden sich mehr als die Hälfte der deutschen Flugzeugindustrie auf dem Gebiet der sowjetischen Besatzungszone. Neben der Zellenfertigung der Junkers Flugzeug- und Motorenwerke AG, der Ernst Heinkel Flugzeugwerke oder der der Arado Flugzeugwerke waren es im Bereich der Antriebe vor allem die Junkers Flugzeug- und Motorenwerke AG mit ihrem Stammwerk in Dessau und BMW mit der Triebwerksentwicklung und -fertigung in Neu Staßfurt. Während andere Industriezweige durch Reparationsleistungen demontiert wurden, wollte die Sowjetunion in diesem Bereich das Wissen der deutschen Ingenieure und Techniker für sich nutzen und deren weitere Abwanderung in die anderen Besatzungszonen verhindern. Gegen Ende 1945 wurden mehrere Sonderkonstruktionsbüros eingerichtet, von denen das OKB-1 in Dessau mit der Gruppe 1 (Flugzeuge) um Brunolf Baade und der Gruppe 2 (Triebwerke) um Scheibe sowie das OKB-2 in Neu Staßfurt um Prestel von Bedeutung waren. Wenngleich viele Unterlagen, Versuchstriebwerke und Anlagen in die USA oder UdSSR abtransportiert oder zerstört sowie Fachkräfte geflohen waren, wurden die Entwicklungsarbeiten an den Junkers-Triebwerk Jumo 004C, Jumo 012 und Jumo 022 sowie den BMW-Triebwerken BMW 003 und BMW 018 unter sowjetischer Aufsicht wiederaufgenommen. Die Projekte befanden sich in unterschiedlichen Stadien der Entwicklung. Unter engen Terminvorgaben sollte so der Rückstand der Sowjetunion auf diesem Gebiet behoben und leistungsstarke Antriebe für eigene Flugzeuge bereitgestellt werden.

### Verschleppung im Rahmen der Aktion Ossawakim
Jedoch widersprachen diese Arbeiten dem alliierten Kontrollratsgesetz Nr. 25 vom 29. April 1946, mit dem die angewandte Forschung im Bereich des militärischen Flugzeugbaus verboten wurde. Da die anderen Siegermächte technisch weiter waren und für sie eine Weiterführung der deutschen Entwicklungen nicht in dem Umfang notwendig war oder sie das dafür benötigte deutsche Material und Personal schon außer Landes geschafft hatten, war davon hauptsächlich die Sowjetunion betroffen, was so auch durchaus in deren Interesse lag. Die Sowjetunion war sich dieser Lage bewusst. Mit der Weisung 874-366 des sowjetischen Ministerrates vom 17. April 1946 und dem Befehl 228 des Ministeriums für Luftfahrtindustrie vom 19. April 1946 wurde im Geheimen daher die Umsiedlung ausgewählter Ingenieure und Techniker sowie deren Familien und des gesamten Materials in die Sowjetunion für den Herbst 1946 angeordnet. Für das OKB-1 wurde gleichzeitig vorgesehen, dass bis dahin die Projektierungsarbeiten am Jumo 012 zu beenden und Versuchsmuster fertigzustellen sind sowie der Erstlauf stattzufinden hat. Bereits am 24. Juni 1946 fand dieser dann auch statt. Es wurden insgesamt drei Versuchsträger gebaut, wobei einer durch eine Havarie zerstört wurde und die beiden anderen die geforderte Leistung zunächst nicht sicher erreichen konnten.
Am 22. Oktober 1946 wurden dann die ausgewählten Spezialisten sowie deren Familien im Rahmen der Aktion Ossawakim aus Dessau und Neu Staßfurt nach Uprawlentscheski Gorodok, einem Stadtteil des heutigen Samaras, gebracht. Die Versuchsanlagen und Büros wurden demontiert und bis Ende 1946 ebenso dorthin abtransportiert. Im sowjetischen Exil arbeiteten die Spezialisten im eigens dafür gegründeten Staatlichen Versuchswerk Nr. 2, aus welchen dann im August 1953 das OKB 276 und 2009 der heutige russische Hersteller Kusnezow hervorging. Zunächst aber richteten die Deutschen die Versuchsanlagen und Büros wieder ein. Sowjetische Ingenieure, die den Erfahrungsschatz der Deutschen schnell übernehmen sollten, sowie deutsche Kriegsgefangene aus dem Bereich Flugerprobung wurden dem Werk zugeordnet.

### Weiterentwicklung von Jumo 012 und 022
Die BMW-Triebwerke und das Jumo 012 wurden im Exil weiterentwickelt, letzteres unter dem neuen Entwicklungsleiter Ferdinand Brandner grundlegend überarbeitet. Für die als Jumo 012B bezeichnete Version begannen Ende 1947 die Produktion von fünf Prototypen und im Juni 1948 die Tests. Es stellten sich Erfolge ein, wenngleich Ende des Jahres ein 100-Stunden-Zulassungstest nach 94 Stunden in Folge eines Schaufelbruchs abgebrochen werden musste. Ein Flugeinsatz des Triebwerkstyps fand nicht statt. Die Sowjetunion beschaffte unabhängig von der Entwicklung das britische Triebwerk Nene des Herstellers Rolls-Royce und entwickelte es zunächst zum Klimow RD-45 und später zum Klimow WK-1 weiter. Das RD-45 war bei einer vergleichbaren Schubkraft kompakter und um den Faktor 1,5 leichter. Das gab den Ausschlag, die Entwicklung des Jumo 012 Ende 1948 zu beenden.
Es stellten sich weitere Rückschläge ein, so dass ab Ende 1948 das Werk umstrukturiert wurde. Die beiden Arbeitsgruppen wurden zusammengelegt und die sowjetische Leitung unter dem neuen Leiter Kusnezow neu aufgestellt. Die Arbeit sollte sich von da an auf die Entwicklung eines 6000-PS-Turboproptriebwerkes auf Basis des Jumo 022 konzentrieren. Bereits 1943 wurde dieses Projekt bei Junkers mit einer Forderung des im Reichsluftfahrtministerium (RLM) angesiedelten Technischen Amts nach einer Turbopropversion des Jumo 012 gestartet, 1944 aber eingestellt. Die Entwicklungsarbeit in Sowjetunion war erfolgreich und das Triebwerk konnte 1950 unter der neuen Bezeichnung TW-022 die Abnahmeläufe erfolgreich absolvieren. Das dann als TW-2 (nach anderen Quellen auch NK-2) bezeichnete Triebwerk wurde von einem sowjetischen Betrieb zur Serienversion TW-4 bzw. NK-4 weiterentwickelt und dann in den Flugzeugen Antonow An-8 und An-10 sowie der Iljuschin Il-18 eingesetzt. Nach Zwischenfällen wurde es jedoch schnell durch andere Triebwerke ersetzt.

### Entwicklung des Kusnezow NK-12
Von da an konzentrierte sich die Arbeit auf die Entwicklung eines 10.000 PS, später 12.000 PS starken Turboproptriebwerks, die 1953 erfolgreich beendet werden konnte. Die zwischenzeitlich erprobte Variante 2TW-2F, bei der zwei TW-2 gekoppelt auf ein Getriebe und den Propeller wirken, erwies sich als nicht tauglich. Der in der späteren Serienversion als Kusnezow NK-12 bezeichnete Antrieb wurde ab 1954 im sowjetischen Bomber Tupolew Tu-95 erprobt und eingesetzt. 1955 wurde auch die Tupolew Tu-114 mit diesem Triebwerk ausgerüstet. Wie das TW-2 wurde das NK-12 von einer von den deutschen Spezialisten entwickelten Kleingasturbine gestartet. Spätere Varianten des NK-12 leisteten bis zu 15.000 PS und wurden in der Antonow An-22, Tupolew Tu-142 und Tu-126 und dem Ekranoplan A-90 Orljonok eingesetzt.

### Zurückführung in die DDR
Bereits im August 1950 wurde mit der schrittweisen Zurückführung der Spezialisten begonnen. Nach dem Aufstand vom 17. Juni 1953 in der DDR wurden vom SED-Politbüro die Weichen zum Aufbau einer eigenständigen, zivilen Luftfahrtindustrie gestellt. Das Ziel bestand darin, den Inlandsbedarf der DDR an Luftfahrzeugen zu decken und darüber hinaus Exporterlöse zu erzielen. Zuständig für den Aufbau war zunächst das Amt für Technik. In die Vorbereitungen wurden auch das Führungspersonal der deutschen Triebwerksspezialisten in der Sowjetunion als auch die des Flugzeugbaus eingebunden. Das restliche Personal konnte nach den Abnahmeläufen des NK-12 Ende 1953 bereits wieder in die Heimat zurückkehren.
Dem Führungspersonal wurde das Vorhaben der DDR-Regierung am 18. November 1953 auf einem Sondertreffen in Sawjelowo eröffnet. Der zuständige Minister reiste später auch an. Die Aufgabenstellung lautete, dass ein Passagierflugzeug auf Basis des 1953 eingestellten Bomberprojektes 150 gebaut werden sollte und die Triebwerke ebenfalls aus der DDR stammen sollten. An dem Projekt 150 waren zuvor eine Gruppe deutscher Spezialisten um Brunolf Baade beteiligt. Neben technischen Entwürfen wurde auch die Organisations- und Personalstruktur der zukünftigen Luftfahrtindustrie besprochen. Die Projekte erhielten die Bezeichnung „Flugzeug 152“ und „Triebwerk 014“. Im Juli 1954 konnten auch die letzten deutschen Fachleute zurückkehren. Leiter der Triebwerksentwicklung wurde Rudolf Scheinost, nachdem der bisherige Leiter Ferdinand Brandner in seine Heimat Österreich zurückgekehrt war.

## Geschichte des VEB Entwicklungsbau Pirna

Das Logo mit Namen (1970–1995)

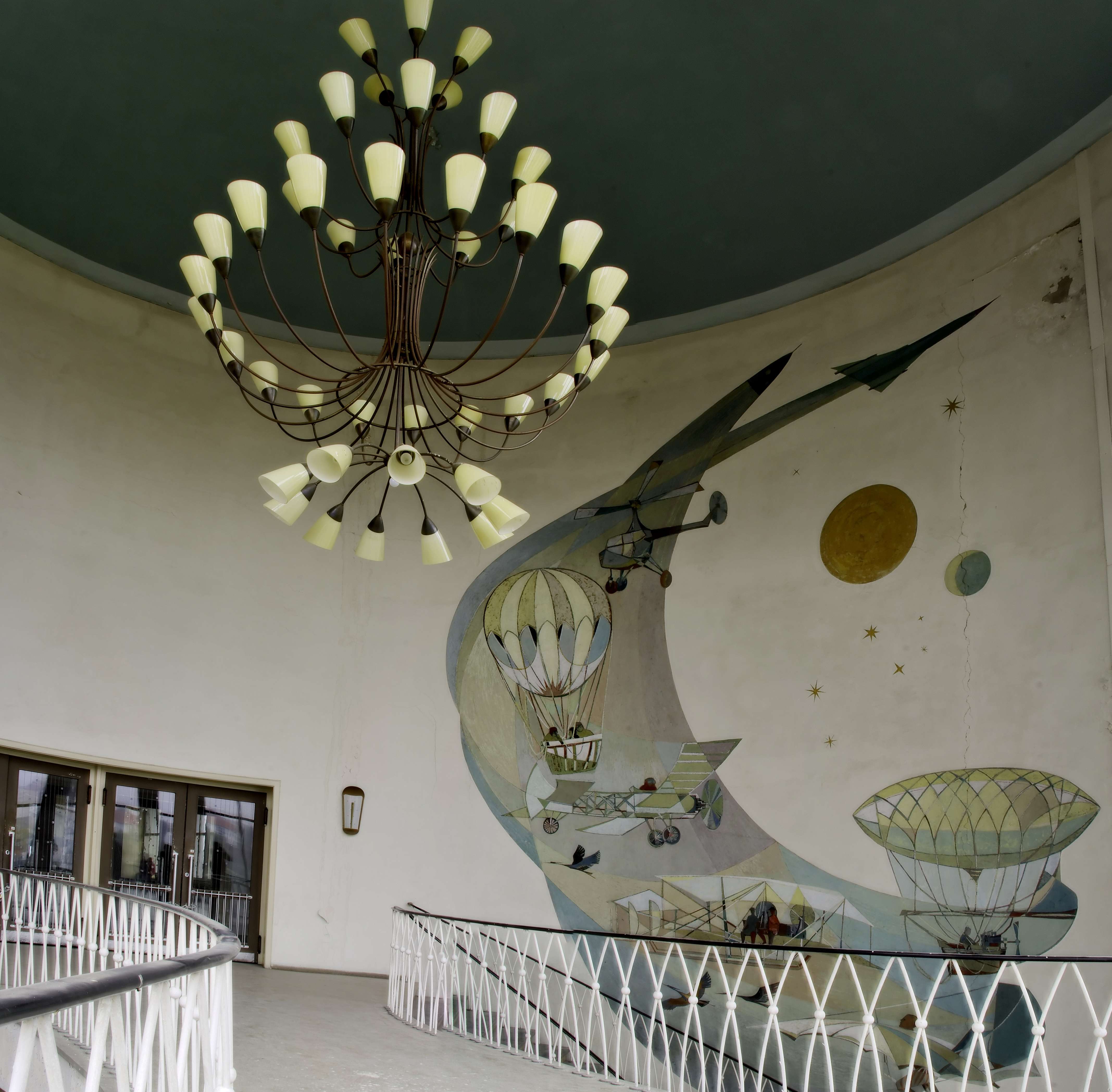
Treppenhaus des ehemaligen Speisehauses mit Motiven der Luftfahrtgeschichte

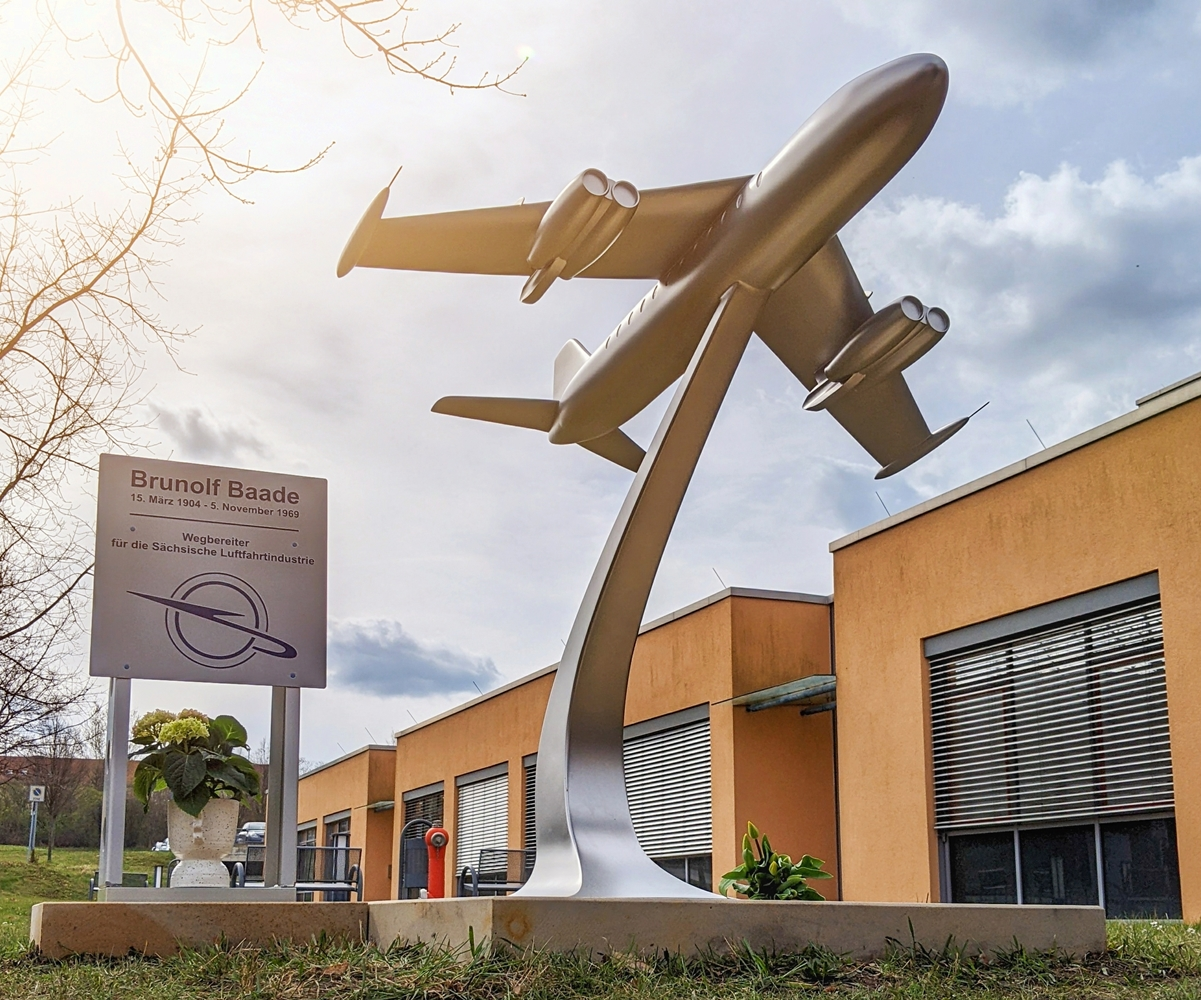
2024 eingeweihter Erinnerungsort am Zugang zum heutigen Klinikum Pirna

Die Wahl des geeigneten Standorts der geplanten Triebwerksentwicklung war von Sicherheitsfragen geleitet und sollte daher ein Ort im Raum Dresden, Chemnitz und Leipzig fernab der alliierten Flugkorridore nach Berlin sein. Es galt eine höchste Geheimhaltungsstufe, da das alliierte Kontrollratsgesetz Nr. 25 den Flugzeugbau noch untersagte. Das Schloss Sonnenstein in Pirna mit einem angrenzenden Areal östlich des Schlossparks schien geeignet. Das Materialamt der Hauptverwaltung 18 sammelte dort ab 1950 die Unterlagen zusammen und bot den Heimkehrern aus der UdSSR geeignete Arbeitsplätze an.
Nach dem Eintreffen des Führungspersonals aus Sawjelowo am 5. Juli 1954 wurde die zuvor geplante Organisationsstruktur umgesetzt und das Unternehmen am 1. Mai 1955 offiziell als VEB Entwicklungsbau Pirna vorgestellt. Es war als Werk 802 ein Zweigbetrieb des VVB Flugzeugbau und wurde von Werksdirektor und Chefkonstrukteur Rudolf Scheinost geleitet. In Spitzenzeiten waren über 2000 Arbeiter und Ingenieure beschäftigt. Alle Betriebsanlagen wie Werkstätten, Produktions- und Fertigungsanlagen, Schmiede, Musterbau und Prüfstände wurden auf dem Areal östlich des Schlossparks entlang der Struppener Straße errichtet. Da eine geeignete Zulieferindustrie nicht vorhanden war, wurden Sondermaschinen auch aus dem westlichen Ausland angeschafft.
Im Juli 1954 begannen die Arbeiten am mitgebrachten Projekt, das als „Pirna 014“ bezeichnet wurde. Die Konstruktionsunterlagen mussten neu erstellt werden, da die UdSSR diese trotz mehrmaliger Aufforderung erst 1957 freigab. Das Projekt geriet so in Verzug. Zudem verhinderte die mangelnde Verfügbarkeit von hochwarmfesten Materialien, die fehlende Zulieferindustrie und der Fachkräftemangel die Arbeit. Dennoch wurde das Triebwerk weiterentwickelt, die Flugerprobung begonnen und eine Nullserie im Produktionswerk VEB Industriewerk Ludwigsfelde hergestellt. Andere Projekte wie etwa die Triebwerke Pirna 015 bis 020 erreichten andere Projektstadien, wurden aber nie als Nullserien hergestellt.
Ab 1958 übernahm die Staatliche Plankommission die Zuständigkeit und reduzierte die Gelder drastisch. Eine erst zu diesem Zeitpunkt durchgeführte Marktanalyse und der Zeitverzug des Projektes 152 hatten eine weitere finanzielle Förderung in der Höhe nicht gerechtfertigt. Im März 1961 erging der Beschluss zur Einstellung des Flugzeugbaus und damit auch der Entwicklung von Flugtriebwerken.
Im Sommer 1961 wurde das Unternehmen in VEB Gasturbinen und Energiemaschinenentwicklung Pirna umbenannt und auf die Entwicklung von Schiffsantrieben und Gaserzeuger umgestellt. Die Kleingasturbinen wurden unter dem Markennamen TURBOLEKT vertrieben. Es gehörte zum VEB Kombinat Kraftwerksanlagenbau, das ab 1969 dem VVB Kraftwerksanlagenbau unterstand. 1970 wurde das Unternehmen mit anderen Betrieben zum VEB Strömungsmaschinen verschmolzen und die Produktpalette um hydrodynamische Kraftübertrager für Lokomotiven und Strömungskupplungen erweitert. Es war das zweitgrößte Industrieunternehmen in Pirna. Nach der Wende wurde das Unternehmen als Strömungsmaschinen Pirna GmbH geführt, welche 1995 Insolvenz anmelden musste.
Die Gebäudesubstanz wurde ab den 2000er Jahren, teilweise mit Mitteln aus dem Europäischen Fonds für regionale Entwicklung (EFRE), abgerissen und Altlasten saniert. Auf einer größeren Teilfläche wurde 2007 der Neubau des Klinikum Pirna (seit 2014 Helios Klinikum Pirna) in Betrieb genommen. Von der historischen Gebäudesubstanz des VEB Entwicklungsbau blieben das Speisehaus (Dr.-Benno-Scholze-Straße 18) und das Konstruktions- und Verwaltungsgebäude (Schloßpark 15a-15c) – beide als Stahlbetonskelettbauten im Stil der Nachkriegsmoderne errichtet – erhalten. Nach längerer Leerstandsphase wurden beide Gebäude in den letzten Jahren für Wohnzwecke saniert. Im Zugangsbereich zum Klinikum wurde am 15. März 2024, dem 120. Geburtstag von Brunolf Baade, eine Gedenktafel für den Flugzeugkonstrukteur samt einem Modell der 152 eingeweiht.

## Produkte

### Triebwerke
Die Flugtriebwerke des VEB Entwicklungsbau Pirna waren ausschließlich zum Antrieb der Flugzeuge des VVB Flugzeugbau gedacht und somit eng an deren Projektverlauf gebunden. Es wurden die folgenden Triebwerke projektiert und erreichten unterschiedliche Stufen der Umsetzung:
| Übersicht Triebwerke | Übersicht Triebwerke                           | Übersicht Triebwerke | Übersicht Triebwerke                      | Übersicht Triebwerke                                  | Übersicht Triebwerke | Übersicht Triebwerke                      | Übersicht Triebwerke |
| Daten                | Pirna 014                                      | Pirna 015            | Pirna 016                                 | Pirna 018                                             | Pirna 019            | Pirna 020                                 |                      |
| -------------------- | ---------------------------------------------- | -------------------- | ----------------------------------------- | ----------------------------------------------------- | -------------------- | ----------------------------------------- | -------------------- |
| Typ                  | Turbojet                                       | Mantelstromtriebwerk | Turbojet                                  | Turboprop                                             | Turbojet             | Mantelstromtriebwerk                      |                      |
| Startschub           | 3150 kp (30,9 kN)                              | 4500 kp (44,1 kN)    | 3500 kp (34,3 kN)                         | –                                                     | 600 kp (5,9 kN)      | 3700 kp (36,3 kN)                         |                      |
| Wellenleistung       | –                                              | –                    | –                                         | 3680 kW (5000 PS) plus 670 kp (6,57 kN) Restschub     | –                    | –                                         |                      |
| Luftdurchsatz        | 52 kg/s                                        | 100 kg/s             | 60,4 kg/s                                 | 31,3 kg/s                                             | –                    | 96 kg/s                                   |                      |
| Gewicht              | 1060 kg                                        | 1800 kg              | 1050 kg                                   | 1300 kg (ohne Propeller)                              |                      | 950 kg                                    |                      |
| Propeller            | –                                              | –                    | –                                         | Vierblatt-Verstell-Propeller AW-68A                   | –                    | –                                         |                      |
| Fan                  | –                                              | 4 Stufen             | –                                         | –                                                     | –                    | 3 Stufen                                  |                      |
| Niederdruckdichter   | –                                              | –                    | –                                         | –                                                     | –                    | 3 Stufen                                  |                      |
| Hochdruckverdichter  | 12 Stufen                                      | 8 Stufen             | 12 Stufen                                 | 13 Stufen                                             | 3 Stufen             | 8 Stufen                                  |                      |
| Hochdruckturbine     | 2 Stufen                                       | 2 Stufen             | 3 Stufen                                  | 4 Stufen                                              | 3 Stufen             | 1 Stufe                                   |                      |
| Niederdruckturbine   | –                                              | 2 Stufen             | –                                         | –                                                     | –                    | 2 Stufen                                  |                      |
| Flugzeug             | 152 mit 4× Prina 014 155 mit 2× Pirna 020      | 152 mit 4× Pirna 015 | 152 mit 4× Prina 016 154 mit 4× Pirna 016 | 153 mit 2× Pirna 018 154 mit 4× Pirna 018             | Trainingsflugzeug    | 154 mit 4× Pirna 020 155 mit 2× Pirna 020 |                      |
| Anmerkung            | Daten beziehen sich auf Variante Pirna 014 A-0 | projektierte Daten   | projektierte Daten                        | Daten beziehen sich auf den letzten Entwicklungsstand | projektierte Daten   | projektierte Daten                        |                      |

Obwohl für unterschiedliche Einsatz- und Leistungsbereiche projektiert, haben alle Triebwerke eine ähnliche Grundkonstruktion. Die Brennkammer basieren zum Beispiel mit ihrer Kombination aus Einzel- und Ringbrennkammer auf einem Konzept, das Brandner vorher schon am NK-12 erfolgreich umgesetzt hat.

#### Pirna 014

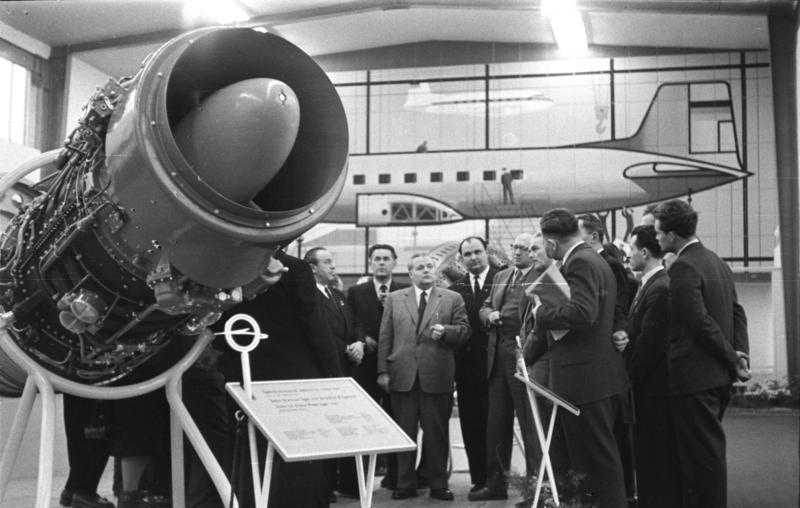
Pirna 014 auf der Leipziger Frühjahrsmesse 1958

Erste Projektstudien zu diesem Triebwerk wurden bereits ab 1953 in der Sowjetunion gemacht. Unter der Bezeichnung „Dwigatel 014“ wurde ein 3000 kp starkes Turbojettriebwerk projektiert, das das ebenfalls projektierte Flugzeug 152 antreiben sollte. Technisch ist ähnelt es dem Junkers Jumo 012, mit dem sich die beteiligten Ingenieure nur wenige Jahre vorher beschäftigt hatten. Ab Juli 1954, nach der Rückkehr aus dem Exil, wurden die Arbeiten in Pirna weitergeführt.
Das Triebwerk war ein einwelliges Turbojettriebwerk mit einem zwölfstufigen Verdichter und einer zweistufigen Turbine. Der Kraftstoff wurde über eine kombinierte Ringbrennkammer mit 12 Einzelbrennköpfen eingebracht. Schon frühzeitig wurden gegenüber dem ersten Entwurf „Dwigatel 014“ der Anlasser und der Generator in einem Gerät zusammengefasst und statt am Außengehäuse im Einlaufgehäuse eingebaut. Auch wurden der Öltank und die Regelung des Verdichters über ein Abblassystem geändert. Das dann als Pirna 014 bezeichnete Triebwerk hatte in der Version 014 A-0 am 12. Oktober 1956 seinen Erstlauf. Weitere Versuchstriebwerke wurden für verschiedene Test- und Messkampagnen gebaut. 1959 wurde der 150-Stunden Zulassungstest mit der Variante 014 A-0 erfolgreich absolviert und das Triebwerk für die Flugerprobung an einer IL-28R freigegeben. Eine leistungsgesteigerte Version der Pirna 014 A-0 wurde 1959 in Auftrag gegeben und als Pirna 014 C projektiert. Zwei Versuchstriebwerke mit einem Standschub von 3300 kp wurden gebaut und auf Prüfständen getestet.
In der verbesserten Version 014 A-1 wurde der Verdichter neu ausgelegt und dessen Arbeitsbereich erweitert. Die Enteisungsanlage wurde verändert. Der Luftdurchsatz stieg um 5,5 kg/s und der Schub wurde auf 3300 kp erhöht. Diese Version konnte im August 1960 die Zulassungsläufe erfolgreich absolvieren und ging danach ebenfalls in die Flugerprobung. Insgesamt wurden 10 Triebwerke beider Varianten im Flug getestet. Am 26. August 1960 erfolgte der erste Testflug einer 152/II die ausschließlich mit dem Pirna 014 A-0 ausgerüstet war. Vorhergehende Flüge wurden mit sowjetischen Triebwerken durchgeführt.
Die Serienfertigung der Triebwerke sollte im VEB Industriewerke Ludwigsfelde, einem Teil der ehemaligen Daimler-Benz Motorenwerke und der heutigen MTU Maintenance Ludwigsfelde, erfolgen. Zwischen 1959 und März 1961 wurden 29 Triebwerke beider Varianten hergestellt. Mit dem Beschluss zur Einstellung des Flugzeugbaus wurde die Entwicklung des Triebwerks im Wesentlichen beendet und Serienproduktion gestoppt. Die vorhandenen Triebwerke wurden für die Weiternutzung als Gaserzeuger umgerüstet.

#### Pirna 015
Beim Pirna 015 handelte es sich um ein Projektentwurf aus der Anfangsphase des Unternehmens. Das Ziel bestand 1955 darin, im späteren Verlauf des Projektes 152 das Pirna 014 durch ein wirtschaftlicheres Triebwerk abzulösen. Es war als Mantelstromtriebwerk mit zwei Wellen projektiert.
Der Verdichter war in einen vierstufigen Niederdruck- und einem achtstufigen Hochdruckverdichter unterteilt. Da der Luftmassenstrom erst nach dem Niederdruckverdichter in Kern- und Nebenstrom aufgeteilt wurde, können die ersten Stufen als Fan angesehen werden. Die Brennkammer war eine Kombination aus einer Ringbrennkammer mit zehn Einzelbrennköpfen. Die Turbine war in eine zweistufige Hochdruck- und eine zweistufige Niederdruckturbine unterteilt, die ihre Leistungen über zwei Wellen an die Verdichter leiteten. Bedingt durch eine projektierte Turbineneintrittstemperatur von 1200 °C, war die Verfügbarkeit von hochwarmfesten Materialien eine Voraussetzung für die Umsetzung. Da diese Werkstoffe der DDR 1955 nicht zur Verfügung standen und die Entwicklungskapazitäten zunächst auf das Pirna 014 konzentriert werden sollten, wurde das Projekt nicht weiterverfolgt.

#### Pirna 016
Ein weiteres Projekt zur Weiterentwicklung des Pirna 014 war das Pirna 016. Wenngleich die Arbeiten daran erst 1957 begangen und es damit zeitlich nach dem Pirna 015 eingeordnet ist, verfolgt es das gleiche Ziel. Es sollte im späteren Verlauf des Projektes 152 das Pirna 014 durch ein Triebwerk mit geringerem Treibstoffverbrauch ersetzen. Ab 1957, also noch vor der Flugerprobung des Pirna 014 A-0, wurde die Vorentwicklung eines verbesserten Verdichters und der Turbine aufgenommen. Am Verdichter sollte der Arbeitsbereich durch den erstmaligen Einsatz einer Leitradverstellung in den ersten drei Stufen und einer Abblasung in der achten Stufe erweitert werden. In Testläufen auf einem Verdichterprüfstand konnten die Erwartungen bestätigt werden. Weitergehende Tests wurden jedoch nicht mehr unternommen, da das Projekt im Jahr 1958 gestoppt wurde. Alle Ressourcen sollten von da an auf die in Verzug geratene finale Entwicklung des Pirna 014 konzentriert werden.

#### Pirna 018
Das Pirna 018 war ein einwelliges Turboproptriebwerk, das zunächst für den Antrieb der zweimotorigen 153/0 und der viermotorigen 154/0 vorgesehen war. Letztes wurde bald grundlegend überarbeitet und zunächst mit dem Pirna 014 und dann später mit dem Pirna 020 projektiert, da die Entwicklung der konkurrierenden IL-18 mit dem aus dem Jumo 022 abgeleiteten NK-4 Triebwerk schon zu weit fortgeschritten war. In die Neuentwicklung des Pirna 018, zeitlich parallel zu der des Pirna 014, wurden Erfahrungen aus der Entwicklung des NK-12 aufgenommen.
Der erste Entwurf Ende 1955 mit der Bezeichnung Pirna 018/0 und einer äquivalenten Wellenleistung von 6000 PS wurde nur wenig später verworfen, da die UdSSR es ablehnte, hochwarmfestes Material für die Turbine zu liefern. Um mit minder hochwarmfesten Material dennoch die notwendige Leistung zu erreichen, wurde das Triebwerk neu ausgelegt und im Frühjahr 1956 der Entwurf 018/1 vorgestellt. Gegenüber dem NK-12 sank die Turbineneintrittstemperatur um 100 °C. Dank besserer Berechnungen sank die Zahl der Verdichterstufen um eine auf 13, die der Turbine von fünf auf vier. Die Verdichtung stieg auf 10:1. Da das Flugzeug im Herbst 1956 zur Version 153/1 mit einem geringen Startgewicht (34 t statt zuvor 36 t) überarbeitet wurde, wurde das Pirna 018/1 nun mit einer Vierblatt-Einfachschraube mit 5 m Durchmesser statt dem zuvor projektierten Gegenlaufpropeller ausgestattet.
Im Verlauf des Jahres 1958 wurde die 153 zweimal überarbeitet und nach der 153/2 die Version 153A projektiert. Das ebenfalls überarbeitete Triebwerk sollte unter der neuen Bezeichnung Pirna 018B nur noch eine Leistung von 5000 PS erbringen. Im gleichen Jahr begannen die Tests. Am 28. November 1958 wurde mit dem ersten Versuchstriebwerk, noch in der Version 018A, der Erstlauf durchgeführt. Das zweite Versuchstriebwerk havarierte am 7. Februar 1959. Das dritte wurde nicht mehr installiert.
Im zweiten Quartal 1958 wurden auf Anweisung des wissenschaftlichen Beirates des VVB alle Arbeiten am Triebwerk abgebrochen. Die Entwicklungskapazitäten sollten einzig auf das Pirna 014 konzentriert werden. Lediglich der im 018B überarbeitete Verdichter mit einer Leitradverstellung in der ersten Stufe wurde bis Anfang 1960 noch getestet, da diese Entwicklung auch für das 014 vorgesehen war.

#### Pirna 019
Das Pirna 019 sollte ein strahlgetriebenes Trainingsflugzeug antreiben. Das Projekt kam aber über die Studienphase nicht hinaus und wurde nicht weiterverfolgt.

#### Pirna 020
Das Pirna 020 war als Mantelstromtriebwerk mit zwei Wellen entworfen und sollte als Antrieb für die viermotorige 154 und die zweimotorige 155 dienen. Ab 1959 projektiert kam es über dieses Stadium nicht hinaus. Es wurde nur ein Verdichterprüfling gebaut und nach Quellenangaben noch 1962 an der TU Dresden getestet.
Das Triebwerk besaß einen sechsstufigen Niederdruck- und einen achtstufigen Hochdruckverdichter. Der Luftmassenstrom wurde nach der dritten Stufe des Niederdruckverdichters in Kern- und Nebenstrom aufgeteilt, so dass diese Stufen als Fan angesehen werden konnten. Das Bypassverhältnis lag bei 1,5. Die Brennkammer war, wie bei den anderen Triebwerken, eine Kombination aus einer Ringbrennkammer mit acht Einzelbrennköpfen. Die Turbine war in eine einstufige Hochdruck- und eine zweistufige Niederdruckturbine unterteilt, die ihre Leistungen über zwei Wellen an die Verdichter leiteten.

### Gaserzeuger

#### SAG Pirna 051/1
Bei dem Pirna 051/1 handelt es sich um einen Schiffsantrieb, der auf dem Pirna 014 basierte und in der Hai-II-Klasse der Volksmarine eingesetzt wurde. Er wurde 1958 projektiert und vom Nachfolgeunternehmen VEB Gasturbinen und Energiemaschinenentwicklung ab 1961 entwickelt. Die Seetests fanden ab 1962 statt, ein 200-Stunden Musterlauftest 1964 auf einen Prüfstand in Pirna. Es wurden insgesamt 12 Antriebs- und zwei Ersatzanlagen gebaut.
Der von dem Gaserzeuger erzeugte Gasstrom wurde auf zwei Nutzturbinen aufgeteilt, die über je ein Untersetzungsgetriebe eine Schiffswelle antrieben. Es bestand keine mechanische Verbindung zwischen den Nutzturbinen und dem Gaserzeuger Die Leistung betrug 7355 kW (10.000 PS). Die Gaserzeuger waren vorhandene Triebwerke Pirna 014 der Versionen A-0 und A-1, die auf den Betrieb von Marinekraftstoff umgestellt und als Pirna A-2 und A-3 bezeichnet wurden. Das Regelungssystem wurde angepasst und der Starter neukonstruiert.

#### Spitzenlastkraftwerk E-1
Das Pirna E-1 war ein Spitzenlastkraftwerk auf dem Werksgelände und diente als Musteranlage des VEB Wissenschaftlich-Technische Zentrum (WTZ) Kraftwerksanlagenbau Pirna. Es wurde 1958 projektiert und 1962 in Betrieb genommen. Zwei Pirna 014 C, die ursprünglich als Versuchstriebwerke V-01 und V-02 für die Flugerprobung dienen sollten, wurden zu Gaserzeugern umgerüstet (Aeroderivative). Der durch sie erzeugte Gasstrom wurde tangential auf eine Nutzturbine geleitet, die einen 12,5-MW-Generator antrieb. Die Regelung der Anlage war der der SAG Pirna 051/1 ähnlich. Das Kraftwerk deckte zunächst 2–4 h Spitzenlast am Tag ab, ab 1964 bis zu 10 h pro Tag. 1975 wurde es wegen zu hoher Betriebskosten stillgelegt.

### Kleingasturbinen

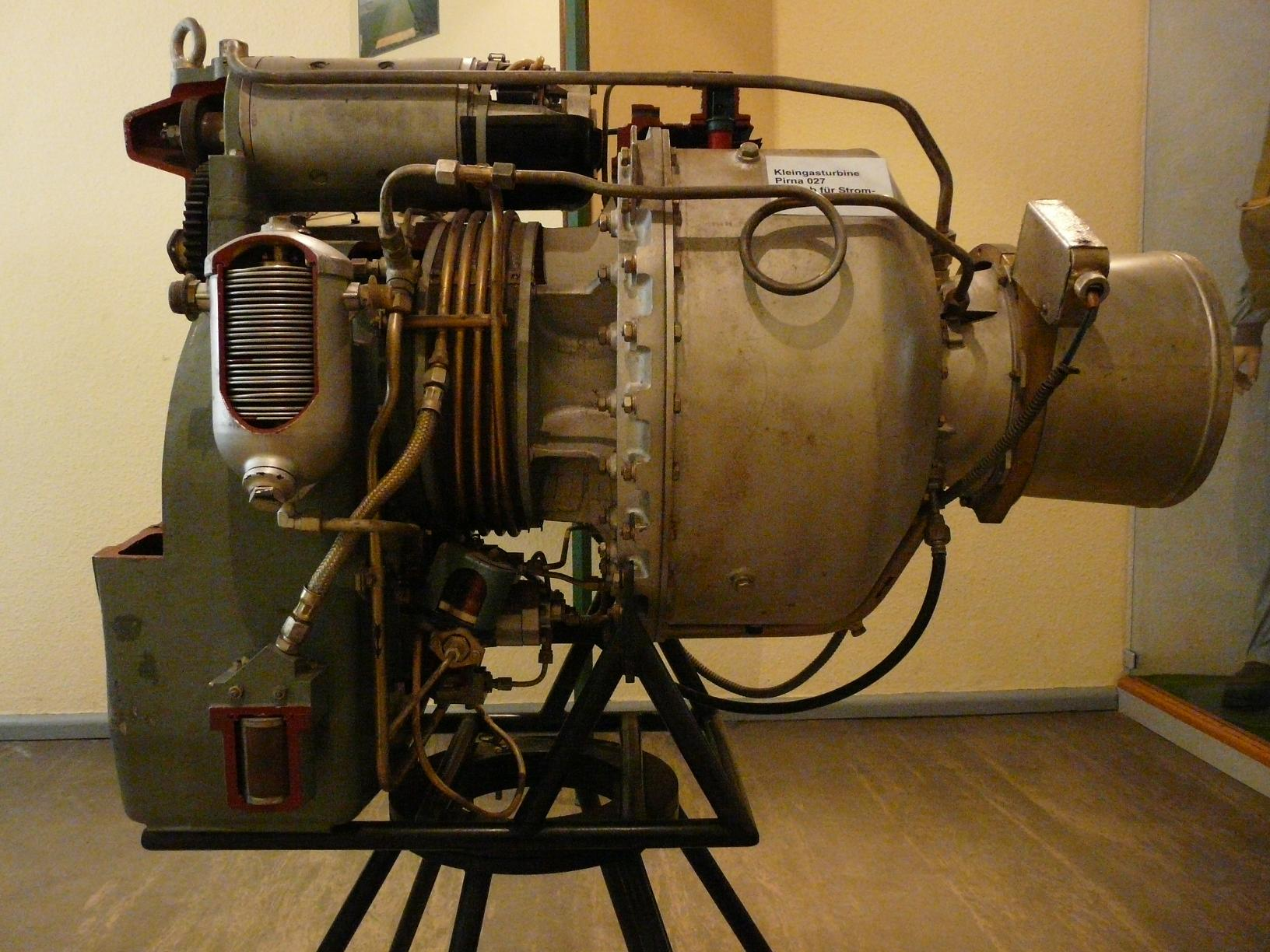
Pirna 027

Der VEB Entwicklungsbau Pirna und seine Nachfolger haben seit 1955 die folgenden Kleingasturbinen für unterschiedliche Anwendungsbereiche entwickelt und vertrieben:
| Max. Leistung | 96 kW (130 PS)                           | 173 kW (235 PS) | 205 kW (278 PS)                           | 213 kW (290 PS) | 290 kW (394 PS) |
| Dauerleistung | 77 kW (105 PS)                           | 162 kW (220 PS) | 195 kW (265 PS)                           | 200 kW (272 PS) | 280 kW (380 PS) |
| Anmerkung     | Daten beziehen sich auf die Version 017A |                 | Daten beziehen sich auf die Version 028-2 |                 |                 |

Die erste Kleingasturbine, das Pirna 017, war für den Antrieb des Turbinenautos V101 gedacht. Dieses Fahrzeug ging auf eine Initiative von Walter Ulbricht zurück, entsprach Ende der sechziger Jahre aber dem Zeitgeist. Das Triebwerk wurde von einer Ingenieursgruppe entworfen, die im sowjetischen Exil schon die Startturbine TS1 des NK-12 entwickelt hatte.
In der Ursprungsversion Pirna 017A war es eine Einwellengasturbine mit einem Radialverdichter und einer zweistufigen Axialturbine. Die Leistung von maximal 96 kW (130 PS) wurde an ein Untersetzungsgetriebe abgegeben. Um den Treibstoffverbrauch zu senken, wurde in der Version Pirna 017D ein Wärmetauscher eingesetzt. Zwischen Verdichter und Brennkammer eingebaut, sollte der verdichteten Luft dort Wärmeenergie aus dem Abgas übertragen werden. Die Gesamtmasse der Kleingasturbine erhöhte sich zwar auf 250 kg, der Treibstoffverbrauch sank jedoch um 40 % bei gleicher Leistung. Auf Grund von Problemen in der Startphase wurde diese Version jedoch nicht weiterverfolgt. Auch wurde das Auto wegen technischer Schwierigkeiten eingestellt.
Die Kleingasturbine wurde schrittweise weiterentwickelt und der Anwendungsbereich vergrößert. Die Version Pirna 017E wurde probeweise in einem Tragflächenboot der Grenzpolizei eingebaut. Die Version Pirna 017E-2 mit 110 kW (150 PS) Dauerleistung wurde im Wasserfördergerät WFG 32 eingebaut, einem einachsigen Anhänger für die Feuerwehr, und trieb dort die Feuerlöschkreiselpumpe PAT 322 an. Als Feuerlöschpumpe eingesetzt konnten so bis zu 3200 l/min Löschwasser gefördert werden, als Lenzpumpe bis zu 4500 l/min. Das WFG 32 wurde vor allem zur Wasserlieferung bei der Bekämpfung von Waldbränden, bei Bränden in der chemischen Industrie und zur Grubenentwässerung genutzt. Insgesamt wurden 19 Exemplare gebaut, die teilweise noch bis 2010 im Einsatz waren. Bei einigen Exemplaren wurden im Laufe ihrer Dienstzeit die Kleingasturbine Pirna 027 eingebaut. Zur Brandschutzaufklärung und -erziehung war das WFG 32 auch auf Streichholzschachteln abgebildet.
Mit der Version Pirna 017E-2 wurde die Kleingasturbine zum ersten Mal mit einem Generator gekoppelt und unter der Bezeichnung TURBOLEKT als stationäres oder mobiles Notstrom- oder Energieaggregat vertrieben. Abnehmer waren die NVA, Flugplätze, Unternehmen und Krankenhäuser.
Im Laufe der Zeit wurde der Leistungsbereich der TURBOLEKT-Reihe erweitert und neue Kleingasturbinen vorgestellt. Auch wenn das Grundkonzept immer gleich blieb, so wurden doch technische Erneuerungen eingearbeitet. Im Pirna 027 wurde die Brennkammer überarbeitet, im Pirna 029 die Abgaswerte verbessert und Treibstoffverbrauch nochmals gesenkt. Beide Kleingasturbinen wurden in den TURBOLEKT-Versionen TE 330, TE 440, TE 550 als stationäre oder, als TE 333 und TE 443, als mobile Notstromaggregate bis 1991 produziert. Insgesamt wurden bis 1992 weltweit 3900 Aggregate verkauft.

## Verschiedenes
- Als sogenanntes Haus 26 nutzten der VEB Entwicklungsbau Pirna und seine Nachfolge-Unternehmen bis 1991 die Anstaltskirche Sonnenstein als Lager.